# Tocantínia
Tocantínia is een gemeente in de Braziliaanse deelstaat Tocantins. De gemeente telt 6.971 inwoners (schatting 2009).